# Oban (Új-Zéland)

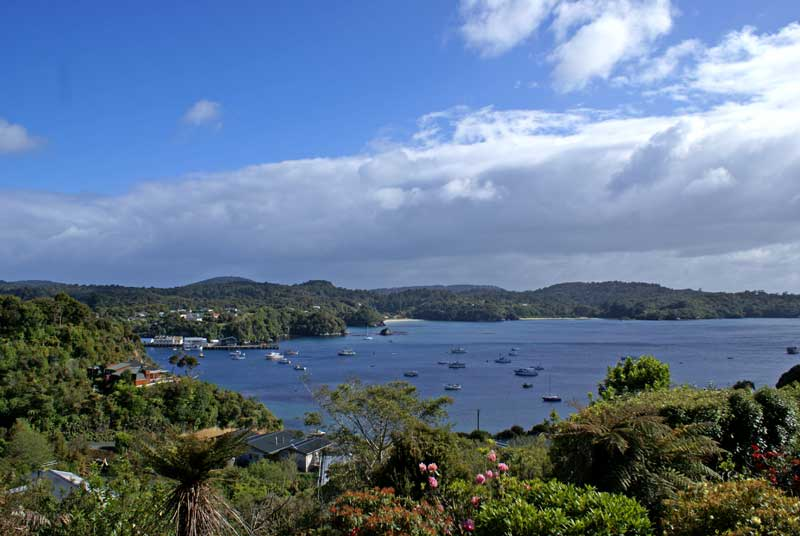
Kilátás a Halfmoon-öbölre

Oban Új-Zéland legdélibb lakott helye, a Stewart-sziget egyetlen települése. A sziget Halfmoon-öblének („Félhold-öböl”) partján terül el, emiatt gyakran Halfmoon Bay néven is nevezik a települést magát is. Rendszeres légi járat köti össze Invercargill városával és kompjárat Bluff városával a Déli-szigeten.

## Nevének eredete
A települést a skóciai Oban városról nevezték el, aminek a jelentése skót gael nyelven (An t-Òban) „kis öböl”.

## Lakossága
Az egész sziget lakossága a 2001. márciusi népszámlálás szerint 387 fő volt, 30 fővel kevesebb, mint 1996-ban. Körülbelül 80%-uk élt a településen. Újabb becslések a lakosságot 400 főre teszik, mivel a sziget jelentős támogatást kapott a kormánytól és a turizmus némileg fellendült a Rakiura Nemzeti Park megnyitása óta.

## Fordítás
Ez a szócikk részben vagy egészben a Oban, New Zealand című angol Wikipédia-szócikk ezen változatának fordításán alapul.  Az eredeti cikk szerkesztőit annak laptörténete sorolja fel. Ez a jelzés csupán a megfogalmazás eredetét és a szerzői jogokat jelzi, nem szolgál a cikkben szereplő információk forrásmegjelöléseként.